# Onthophagus semicroceus
Onthophagus semicroceus là một loài bọ cánh cứng trong họ Bọ hung (Scarabaeidae).